# Ławki (Tomaszów Lubelski)
Ławki  – część miasta Tomaszów Lubelski w Polsce, położona w województwie lubelskim, w powiecie tomaszowskim, w gminie miasto Tomaszów Lubelski.